# Nazareth (musikalbum)
Nazareth är den skotska rockgruppen Nazareths självbetitlade debutalbum. Det gavs ut i november 1971 genom Pegasus och Warner Bros.
Albumet drar lite mer åt pophållet än på deras senare mer kända hårdrocksskivor. I Sverige blev skivan en framgång först 1974 efter att Loud 'N' Proud och Rampant släppts då den gick in på Kvällstoppen några veckor.

## Låtlista
1. "Witchdoctor Woman" - 4:09
2. "Dear John" - 3:48
3. "Empty Arms, Empty Heart" - 3:15
4. "I Had A Dream" - 3:23
5. "Red Light Lady" - 6:00
6. "Fat Man" - 3:25
7. "Country Girl" - 4:05
8. "Morning Dew" - 7:06
9. "The King Is Dead" - 4:47